# Coryphantha ottonis
Coryphantha ottonis là một loài thực vật có hoa trong họ Cactaceae. Loài này được (Pfeiff.) Lem. mô tả khoa học đầu tiên năm 1868.